# Andrés Estrada
Andrés Estrada Murillo (ur. 12 października 1967 roku) – piłkarz kolumbijski grający na pozycji środkowego pomocnika.

## Życiorys
Estrada swoją karierę rozpoczynał w zespole Deportivo Cali, w którym grał do roku 1997, z roczną przerwą na występy w Independiente Medellín w 1993 roku. Przez ten czas największym jego sukcesem było wywalczenie mistrzostwa Kolumbii w 1996 roku. Kolejnym klubem w karierze Estrady był Atlético Nacional, z którym w 1999 roku został mistrzem kraju. Karierę piłkarską Estrada zakończył w 2005 roku w amerykańskim zespole Long Island Rough Riders, grającym w amatorskiej lidze USL Premier Development League.
W 1998 roku Estrada był członkiem reprezentacji Kolumbii na Mistrzostwa Świata we Francji, jednak nie zagrał tam w żadnym z meczów.